# La Novice (film)
Pour les articles homonymes, voir Novice (homonymie).
Pour plus de détails, voir Fiche technique et Distribution.
La Novice (Lettere di una novizia) est un film franco-italien de 1960 réalisé par Alberto Lattuada avec dans les rôles principaux Pascale Petit et Jean-Paul Belmondo.

## Synopsis
Le film raconte l'histoire d'une jeune fille qui va prononcer ses vœux quand une lettre parvient au couvent, déclarant qu'elle prend le voile contre sa volonté. Le prêtre responsable des novices mène l'enquête et découvre une famille troublante.
Italie, le début des années 1960. Rita Passi est une fille de bonne famille élevée au couvent depuis la mort de son père. Au cours de vacances, elle prend conscience de la vanité et de la vacuité de sa mère, immature et sans volonté. Leur relation tourne au malsain. Rita le remarque et veut sortir de son emprise ; elle commence à lui désobéir. Elle choisit pour amant son jeune voisin, justement celui dont sa mère est la maîtresse. Le drame approche. La mère et la femme de charge, complices, écartent Rita du domaine dont elle est l'héritière à sa majorité, et l'envoient au couvent. Après avoir occulté les événements durant son noviciat, Rita redécouvre la vérité.

## Fiche technique
Sauf indication contraire, les informations mentionnées dans cette section peuvent être confirmées par la base de données cinématographiques Unifrance,  présente dans la section « Liens externes ».
- Titre original : Lettere di una novizia
- Titre : La Novice
- Réalisation : Alberto Lattuada
- Scénario : Alberto Lattuada, Enrico Medioli, Giuseppe Patroni Griffi, Roger Vailland, d’après l'œuvre originale de Guido Piovene
- Dialogue : Roger Vailland
- Musique : Robert Nicolosi
- Photographie : Roberto Gerardi
- Montage : Leo Cattozzo
- Photographe de plateau : Jean-Pierre Fizet
- Producteur : Carlo Ponti
- Sociétés de production : Euro International Film, Production Les Films Agiman, Production Les Films Modernes
- Pays de production :  Italie -  France
- Langue originale : italien
- Genre : drame
- Durée : 82 minutes
- Dates de sortie[1] :
  - Italie : 1er décembre 1960
  - France : 8 mars 1961
- Affiche : André Bertrand (France)

## Distribution
- Pascale Petit : Rita Passi
- Jean-Paul Belmondo : Giuliano Verdi
- Hella Petri : Elisa Passi
- Massimo Girotti (VF : Georges Aminel)  : Don Paolo Conti
- Gianni Appelius  (VF : Pierre Asso) : Don Scarpa
- Lilla Brignone (VF : Paule Emanuele)  : Sœur Giuletta
- Emilio Cigoli (VF : Claude Péran) : Procureur général
- Elsa Vazzoler (VF : Sylvie Deniau) :Clara

## Commentaire
Le film a été taxé de mauvais mélodrame ; mais il met en scène la relation dramatique entre une mère et sa fille, qui peut concerner chacun de nous. La mère empiète sur le terrain de la fille ; et la fille tue son amant pour atteindre sa mère, qu'elle n'ose pas affronter. Les acteurs servent bien un scénario implacable, et la réalisation et le montage sont également efficaces.